# Шазам! (фільм)
«Шаза́м!» (англ. Shazam!) — американський супергеройський фільм, створений за мотивами однойменного коміксу видавництва DC Comics. Кінокартина компанії New Line Cinema стала сьомою стрічкою в рамках розширеного всесвіту DC. Фільм знятий режисером Девідом Ф. Сандбергом за сценарієм Генрі Гайдена, у фільмі Ешер Енжел зіграв підлітка, Біллі Батсона, який може перетворюватися на дорослого супергероя, роль якого зіграв Закарі Лівай.
За сюжетом, вихованому вулицею 14-річному Біллі Батсону (Ешер Енжел) від чарівника дістається сила перетворюватися на дорослого супергероя Шазама (Закарі Лівай). Дитина в душі і богоподібний красень назовні, Шазам насолоджується дорослою версією самого себе і витрачає суперздібності на розваги. Але йому доводиться швидко освоїти свої навички, щоб виконати покладений на Шазама обов'язок — побороти смертоносні сили зла, з якими уклав угоду доктор Тадеус Сівана (Марк Стронг).
Фільм випустила компанія Warner Bros. Pictures у 2D, 3D та IMAX 3D 5 квітня 2019 року.
Прем'єра в Україні відбулася 4 квітня 2019 року.

## Сюжет
У 1974 році хлопчик на ім'я Тадеус Сівана з батьком і братом їдуть в авто. Тадеус грається з сувенірною кулею передбачень, йому дорікають за несерйозність. Несподівано в кулі виникають таємничі знаки і хлопчик переноситься до печери, де його зустрічає чарівник Шазам. Той розповідає, що вже старий і шукає собі наступника з метою стримувати в ув'язненні Сім Смертних Гріхів. Шазам випробовує Тадеуса, давши послухати шепіт Гріхів. Ці чудовиська обіцяють могутність, якщо хлопчик торкнеться магічної сфери, і той підається. Шазам називає його негідним чарівної сили і повертає назад в авто, після чого береться шукати інших кандидатів. Тадеус намагається розповісти батькові й брату що пережив, батько відволікається від кермування і авто зазнає аварії. Сім Смертних Гріхів повідомляють крізь кулю, щоб Тадеус знайшов їх.
В наш час у Філадельфії підліток Біллі Бетсон хитрощами пробирається до поліцейської машини, щоб дізнатися адресу жінки, котру вважає своєю матір'ю. Бувши малим, він загубився на ярмарку і відтоді не бачив матері й виховувався у дитячих притулках. Шукана жінка однак виявляється зовсім незнайомою. Біллі віддають до родини Васкесів, де крім нього вже є шестеро прийомних дітей. Біллі поселяють в одній кімнаті з балакучим жартівником Фредді Фріменом, котрий ходить з милицею. Він не задоволений новою родиною, в тому числі жартами Фредді, та задумує втекти.
Тим часом Тадеус Сівана вже багато років збирає свідчення про дітей, яких випробовував Шазам. Йому вдається дізнатись магічні знаки, накресливши які він входить до печери та хапає сферу. Смертні Гріхи вселяються в неї та вставляють сферу Сівані замість ока. Наділений їхньою силою, Сівана атакує Шазама блискавками. Після цього він знаходить батька і брата, що працюють в компанії, яка допомагає молодим родинам. Тадеус мстить за те, що вони його не сприймали, віддавши батька і брата, та всіх навколо, на розтерзання Смертним Гріхам. Відчуваючи, що помирає, чарівник переносить до печери Біллі. Він розповідає про сімох могутніх чарівників, з яких лишився він один, та необхідність подолати Смертні Гріхи. Шазам передає Біллі здібності чарівників через посох, після чого розсипається. Підліток отямлюється в костюмі Шазама і в дорослому тілі. Чудовиська наказують Сівані знайти спадкоємця чарівника, щоб здобути владу над світом.
Вночі Біллі приходить додому і переконує Фредді, що став супергероєм. Вони пробують застосувати різні здібності, що зазвичай приписують супергероям. Шазам виявляє здатність кидати блискавки, надлюдську силу, невразливість, але не вміє літати. Він намагається врятувати жінку від грабіжника, але тільки лякає її і та віддає Шазаму свої гроші. Пішовши на них розважатися, обоє стають свідками нападу злочинців на магазин. Шазам проганяє їх та вирішує демонструвати суперздібності аби прославитись. Повернувшись додому, Біллі розуміє, що слово «Шазам!» дозволяє йому перетворюватися з підлітка в дорослого і навпаки.
Фредді викладає відеоролики з трюками Шазама в Інтернет, які швидко стають популярними. Супергерой фотографується з жителями Філадельфії за гроші та витрачає їх із Фредді на їжу, напої, відеоігри, стає дорослим аби піти зі школи та відвідати нічний клуб. Та незабаром Фредді вихваляється перед хуліганами, котрі глузують з нього, що дружить з супергероєм і обіцяє привести його до школи наступного дня. Біллі замість цього виступає перед публікою і Фредді виставляється на посміховисько. Фредді розшукує Шазама, вони сваряться і Шазам випадково влучає блискавкою в автобус. Героєві вдається врятувати людей, та Фредді звинувачує його в легковажному ставленні до власних здібностей. Сівана бачить репортаж про героя та вирушає на його пошуки.
Знайшовши Шазама, Сівана нападає на нього, підживлений Смертними Гріхами. Шазам розуміє як літати, але Сівана легко перемагає його. Перетворившись на підлітка і змішавшись із натовпом Біллі тікає, але лиходій знаходить Фредді і змушує розповісти ким Шазам є насправді. Названі брати й сестри Біллі розуміють, що він Шазам та знаходять його справжню матір аби підтримати. Біллі приходить до неї, однак, з'ясовує, що вона зумисне не шукала сина, вважаючи раннє материнство обтяжливим. Розчарований Біллі отримує дзвінок від Сівани, що прийшов до нього додому і вимагає відати свою силу, інакше віддасть всю родину на поживу Гріхам. Біллі погоджується та вирушає з Сіваною в печеру, де розуміє, що лиходій втрачає силу, коли Гріхи виходять з його ока. Шазаму з дітьми вдається втекти, але з печери немає виходу — лише різні двері, за кожними з яких ховаються небезпеки. Тоді Шазам силою думки переносить усіх до нічного клубу — першого згаданого місця.
Вони ховаються на різдвяному ярмарку серед натовпу, тоді Сівана випускає шістьох Смертних Гріхів та врешті схоплює всю родину. Сівана обіцяє відпустити їх, якщо Біллі віддасть силу Шазама, торкнувшись чарівного посоха. Біллі погоджується, але згадує, що чарівників було сім і він володіє силою їх усіх. Зробивши вигляд, що здається, він каже усім братам і сестрам схопитися за посох і ті також отримують суперздібності. Разом вони перемагають злих духів, але в оці Сівани лишається Заздрість, лишаючи його невразливим. Шазам каже, що саме заздрощі зробили Сівану лиходієм і розгнівана Заздрість покидає око. Сівана втрачає магічні сили й падає із хмарочоса, та Шазам рятує його. Всі семеро героїв перемагають Смертні Гріхи і ув'язнюють їх у камені.
Біллі визнає, що знайшов свою родину і свій дім. Згодом він приходить до школи, щоб підтримати Фредді, і приводить разом з собою справжнього Супермена.
У сцені під час титрів Сівана сидить у в'язниці та малює магічні символи, але з'являється Майнд, який розповідає про інше джерело могутності. Фредді ж перевіряє, чи може Біллі говорити з рибами, відсилаючи до Аквамена.

## У ролях
| Актор                  | Роль                         |
| ---------------------- | ---------------------------- |
| Ешер Енжел             | Біллі Бетсон                 |
| Закарі Лівай           | Шазам                        |
| Джек Ділан Грейзер     | Фредді Фрімен                |
| Адам Броуді            | Фредді Фрімен (Шазам-версія) |
| Фейт Герман            | Дарла Дадлі                  |
| Міґан Ґуд              | Дарла Дадлі (Шазам-версія)   |
| Грейс Фултон           | Мері Бромфілд                |
| Мішель Борт            | Мері Бромфілд (Шазам-версія) |
| Ян Чен                 | Юджин Чой                    |
| Росс Батлер            | Юджин Чой (Шазам-версія)     |
| Джован Арманд          | Педро Пенья                  |
| Дональд Джозеф Котрона | Педро Пенья (Шазам-версія)   |
| Купер Ендрюс           | Віктор Васкез                |
| Марта Міланс           | Роза Васкез                  |
| Етан Пугіотто          | Тадеус Сівана (у дитинстві)  |
| Марк Стронг            | Доктор Тадеус Сівана         |
| Джимон Гонсу           | Чарівник Шазам               |
| Джон Гловер            | містер Сівана                |

## Український дубляж
Переклад виконано студією Postmodern на замовлення Kinomania.
- Переклад — Олег Колесніков
- Режисер дубляжу — Ганна Пащенко
- Звукорежисер — Андрій Желуденко
- Звукорежисер перезапису — Юрій Антонов
- Ролі дублювали:
  - Захар Клименко — Шазам
  - Володимир Машук — Фредді Фрімен
  - Віктор Григор'єв — Біллі Бетсон
  - А також: Андрій Мостренко, Єлизавета Кучеренко, Світлана Шекера, Олексій Череватенко, Єгор Скороходько, Кирило Нікітенко та інші.

## Виробництво

### Кастинг
У вересні 2014 року Двейн Джонсон офіційно оголосив через свій обліковий запис у Твіттері, що зіграє Чорного Адама в майбутніх проєктах розширеного всесвіту DC. Як повідомляло видання «What's Filming», картину почнуть знімати на початку 2018 року — в період з лютого по травень. Знімати стрічку доручили Девіду Сандбергу. Пітер Сафран, який працював з Сандбергом і над стрічкою про Аквамена, виступив продюсером Дорослого Біллі зіграв Закарі Лівай.

### Постпродакшн
Монтажером фільму виступив дворазовий співавтор Девіда Ф. Сандберга Мішель Аллер. Студія «VFX» від «Technicolor Mr. X», відома за фільмами «Форма води» та «Трон: Спадок», виконали візуальні ефекти. «Moving Picture Company» (MPC) також працювала над візуальними ефектами для фільму.

### Знімання
Основне знімання розпочалося 29 січня 2018 року, у таких містах Канади, як Торонто та Гамільтоні (Онтаріо), під робочою назвою «Franklin», і були заплановані до середини травня 2018 року. Дія фільму відбувається переважно у Філадельфії, штат Пенсільванія, і міцно пов'язана з розширеним всесвітом DC. Велика частина матеріалу була знята у «Pinewood Toronto Studios», а також у декількох громадських місцях по всьому місту, включаючи Університет Торонто і у Woodbine Centre (торговий центр). На початку березня 2018 року знімання відбувалося у Національному історичному місці Форт-Йорка у центрі Торонто. До початку травня 2018 року, Ашер Енджел закінчив зніматися у свій ролі. Основне знімання завершили 11 травня 2018 року.

### Музика
21 липня 2018 року Бенджамін Воллфіш був оголошений композитором фільму «Шазам!».

## Рекламна кампанія

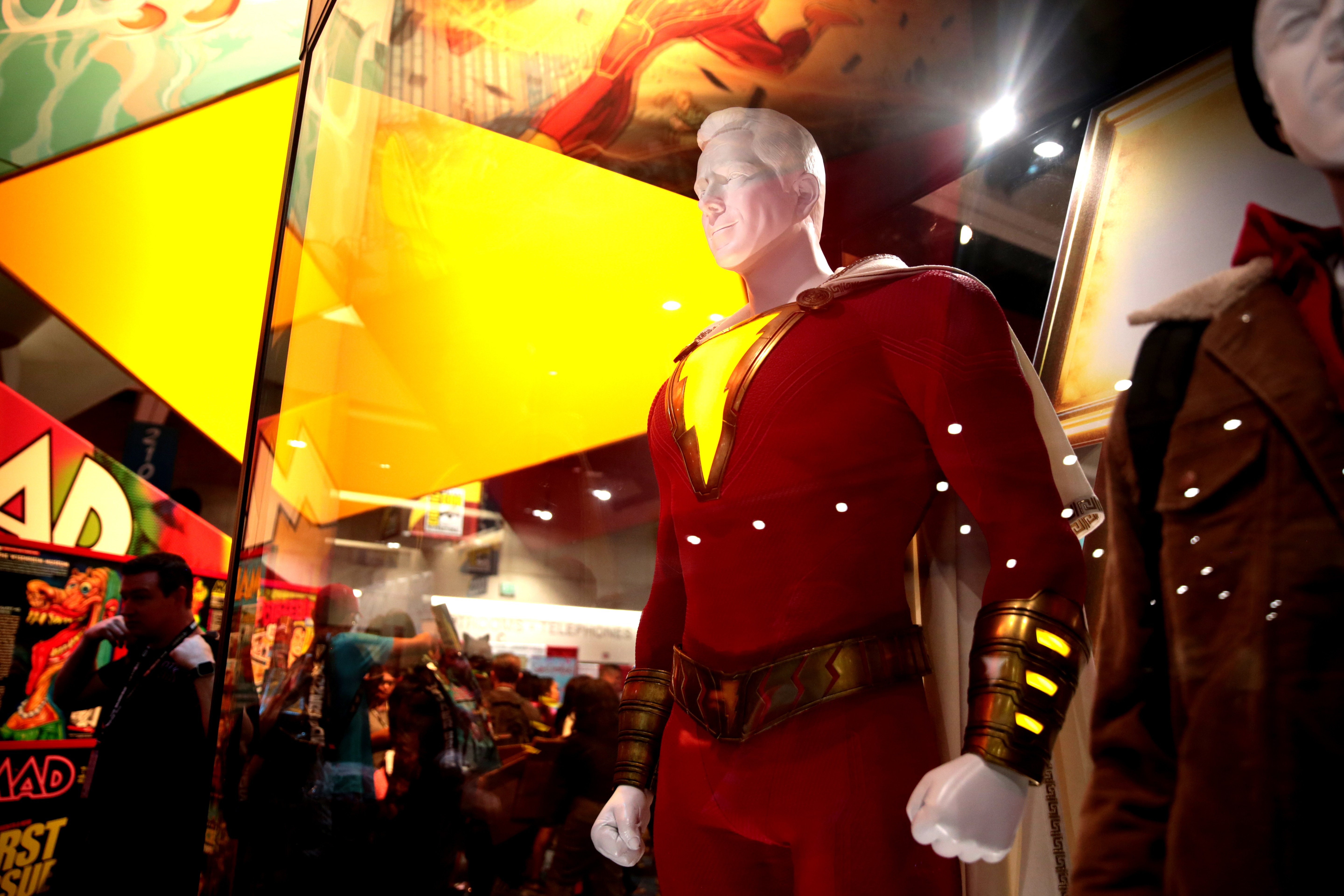
Статуя Шазама на SDCC2018.

У квітні 2018 року, перший анонс «Шазама!» дебютував на конференції «CinemaCon» у Лас-Вегасі, штат Невада. Режисер Девід Ф. Сандберг представив кадри фільму. Під час інтерв'ю-подкасту «Film Riot» у червні 2018 року, Сандберг заявив, що «Я хочу щоб це був класичний фільм про суперегероя. Фільм відбувається взимку, так що буде багато темних фасадів, але з великою кількістю яскравих вогнів і речей навколо них.», маючи на увазі знімальний майданчик у зимовий сезон.
21 липня 2018 року перший тизер-трейлер показали на San Diego Comic-Con 2018 за участю Сандберга, Закарі Леві, Ешера Енджела та Джека Ділана Грейзера, також на фестивалі відбулися інтерв'ю з акторами та творцями фільму. Трейлер пізніше виклали у мережу. Він отримав сприятливі відгуки журналістів та глядачів, які високо оцінили його гумор, смішний та легкий тон.

### Промо-матеріали у мережі
- 11 липня 2018 року показали офіційний перший погляд на Шазама у костюмі разом з Фреді Фріманом, у журналі Entertainment Weekly.[24]
- 21 липня 2018 року перший тизер-трейлер показали у San Diego Comic-Con, пізніше його виклали в інтернет.[25]